# Valentinas Greičiūnas
Valentinas Greičiūnas (* 12. Februar 1939 in Biliūniškės bei Papilė, Rajongemeinde Akmenė) ist ein litauischer Politiker, Parlamentsmitglied, stellvertretender Bürgermeister von Klaipėda.

## Leben
Nach dem Abitur 1957 an der 1. Mittelschule Klaipėda absolvierte er von 1959 bis 1965 das Diplomstudium des Bauingenieurwesens an der Klaipėda-Fakultät am Kauno politechnikos institutas.
Von 1990 bis 1992 war er stellvertretender Bürgermeister von Klaipėda, von 1992 bis 1999 Direktor im Hafen Klaipėda, von 1999 bis 2000 stellvertretender Direktor für Hafen Šventoji, von 2000 bis 2004 Mitglied des Seimas.

## Quelle
1. ↑  lrs.lt: 2004 m. Seimo rinkimai (Memento vom 3. September 2007 im Internet Archive) (litauisch)

| Personendaten    | Personendaten                         |
| ---------------- | ------------------------------------- |
| NAME             | Greičiūnas, Valentinas                |
| KURZBESCHREIBUNG | litauischer Politiker (Seimas)        |
| GEBURTSDATUM     | 12. Februar 1939                      |
| GEBURTSORT       | Biliūniškės, Siedlung Papilė, Litauen |